# Andreas Lutz
Andreas Lutz es un deportista alemán que compitió en remo. Ganó tres medallas de plata en el Campeonato Mundial de Remo entre los años 1993 y 1996.

## Palmarés internacional
| Campeonato Mundial | Campeonato Mundial       | Campeonato Mundial | Campeonato Mundial  |
| Año                | Lugar                    | Medalla            | Prueba              |
| ------------------ | ------------------------ | ------------------ | ------------------- |
| 1993               | Račice (República Checa) | Medalla de plata   | Cuatro scull ligero |
| 1995               | Tampere (Finlandia)      | Medalla de plata   | Cuatro scull ligero |
| 1996               | Motherwell (Reino Unido) | Medalla de plata   | Cuatro scull ligero |